# DPR Live
Hong Da-bin (em coreano: 홍다빈; Coreia do Sul, 1 de janeiro de 1993), mais conhecido por seu nome artístico DPR Live (em coreano: 디피알 라이브), é um cantor e rapper sul-coreano. DPR significa "Dream Perfect Regime". Dabin lançou seu álbum de estreia, Coming to You Live, em 15 de março de 2017. Ele então lançou seu segundo álbum, Her, em 7 de dezembro de 2017. E em 2021 lançou seu recente EP, IITE COOL.

## Discografia

### Extended plays
| Título                | Detalhes do álbum | Posições | Posições | Vendas         |
| Título                | Detalhes do álbum | KOR      | US World | Vendas         |
| --------------------- | --- | -------- | -------- | -------------- |
| Coming To You Live    | - Lançamento: 15 de março de 2017 - Gravadora: Dream Perfect Regime, Universal Music Korea - Formatos: CD, download digital | 31       | 14       | - KOR: 880+    |
| Her                   | - Lançamento: 7 de dezembro de 2017 - Gravadora: Dream Perfect Regime, LOEN Entertainment - Formatos: CD, download digital  | 24       | 8        | - KOR: 2 721+  |
| IS ANYBODY OUT THERE? | - Lançamento: 3 de março de 2020 - Gravadora: Dream Perfect Regime, Kakao M - Formatos: CD, download digital                | 5        | ㅡ       | - KOR: 9,976+  |
| IITE COOL             | - Lançamento: 23 de julho de 2021 - Gravadora: Dream Perfect Regime, Kakao M - Formatos: CD, download digital               | 4        | ㅡ       | - KOR: 19,659+ |

### Singles
| Título                                                     | Ano  | Posições   | Vendas (DL)   | Álbum              |  |
| Título                                                     | Ano  | KOR        | Vendas (DL)   | Álbum              |  |
| ---------------------------------------------------------- | ---- | ---------- | ------------- | ------------------ |  |
| "Know Me" com Dean                                         | 2017 | —          | —             | Coming to You Live |  |
| "Please" com Kim Hyo-eun, G2 & Dumbfoundead                | 2017 | —          | —             | Coming to You Live |  |
| "Right Here Right Now" com Loco & Jay Park                 | 2017 | —          | —             | Coming to You Live |  |
| "Laputa" com Crush                                         | 2017 | —          | —             | Coming to You Live |  |
| "Jasmine"                                                  | 2017 | —          | - KOR: 16 000 | Her                |  |
| "Martini Blue"                                             | 2017 | —          | - KOR: 17 661 | Her                |  |
| "Action!" feat. Gray                                       | 2018 | 87         | —             | Action!            |  |
| "Playlist"                                                 | 2018 | —          | —             | Playlist           |  |
| "Jam & Butterfly" feat. CRUSH & Eaj                        | 2020 | 39 (Genie) | —             | Jam & Butterfly    |  |
| "Yellow Cab"                                               | 2021 | —          | —             | IITE COOL          |  |
| Hula Hoops feat. Beenzinho & Hwasa                         | 2021 | 185        | -             | IITE COOL          |  |
| "—" denota lançamentos que não tiveram posição nos charts. |      |            |               |                    |  |

## Videoclipes
| Ano  | Título                                                                                  | Álbum                    | Diretor(es)             |
| ---- | --------------------------------------------------------------------------------------- | ------------------------ | ----------------------- |
| 2015 | Till I Die                                                                              | Till I Die (single)      | +IAN (Christian Yu)     |
| 2016 | Eung Freestyle (응프리스타일) (feat. DPR LIVE, SIK-K, PUNCHNELLO, OWEN OVADOZ, FLOWSIK) | Eung Freestyle (single)  | DPR, KRSP, Lee Han Kyul |
| 2016 | God Bless (feat. PUNCHNELLO)                                                            | God Bless (single)       | +IAN(Christian Yu)      |
| 2016 | 갈증 (Thirst)                                                                           | 갈증 (Thirst) (single)   | +IAN(Christian Yu)      |
| 2017 | Know Me (feat. DEAN)                                                                    | Coming To You Live       | +IAN (Christian Yu)     |
| 2017 | Please (feat. 김효은, G2 & Dumbfoundead)                                                | Coming To You Live       | +IAN (Christian Yu)     |
| 2017 | Right Here Right Now (feat. Loco & Jay Park)                                            | Coming To You Live       | +IAN (Christian Yu)     |
| 2017 | Laputa (feat. CRUSH)                                                                    | Coming To You Live       | +IAN (Christian Yu)     |
| 2017 | Cheese & Wine                                                                           | Coming To You Live       | +IAN (Christian Yu)     |
| 2017 | Jasmine (prod by. CODE KUNST)                                                           | Jasmine (single)         | +IAN (Christian Yu)     |
| 2017 | Martini Blue                                                                            | Her (EP)                 | +IAN (Christian Yu)     |
| 2017 | Text Me                                                                                 | Her (EP)                 | +IAN (Christian Yu)     |
| 2018 | Playlist                                                                                | Playlist (single)        | +IAN (Christian Yu)     |
| 2019 | Legacy                                                                                  | IAOT                     | +IAN (Christian Yu)     |
| 2019 | Kiss Me + Neon                                                                          | IAOT                     | +IAN (Christian Yu)     |
| 2020 | Jam & Butterfly (feat. CRUSH & Eaj)                                                     | Jam & Butterfly (single) |                         |
| 2021 | Yellow Cab                                                                              | Yellow Cab (single)      | +IAN (Christian Yu)     |
| 2021 | Hula Hoops (feat. Benzinho & Hwasa)                                                     | Iite Cool                | +IAN (Christian Yu)     |
| 2021 | Summer Tights                                                                           | Iite Cool                | +IAN (Christian Yu)     |